# Suzuki Alto
Pour les articles homonymes, voir Alto.
La 'Suzuki Alto (ou Celerio selon les marchés) est une citadine du constructeur automobile japonais Suzuki fabriquée depuis 1979. Elle est disponible, selon les périodes, en berline 3 ou 5 portes, en pick-up 2 portes ou en break 3 portes.
La septième génération européenne, produite en Inde, est en fait le clone de la Nissan Pixo. Elle est vendue à partir de 7 990 €. Elle concurrence les Nissan Pixo, Kia Picanto, Hyundai i10, Renault Twingo II, Citroën C1, Peugeot 107, Toyota Aygo et Chevrolet Matiz. Cette Alto indienne diffère en tous points de la version japonaise.

## Suzuki Alto I (1979 - 1984)
La première Alto dérive de la Suzuki Fronte et se décline en trois portes, cinq portes ainsi qu'en un petit break à 3 portes.
L'Alto fait table rase de l'architecture de sa devancière qui était une tout à l'arrière : il s'agit désormais d'une petite traction, avec, bien sûr, moteur avant.
Longue de 3,195 m, elle respecte les critères de l'époque pour appartenir à la catégorie des keijidosha au Japon. Son mini moteur est un 3 cylindres à deux temps.

## Suzuki Alto II (1984 - 1988)
Cette deuxième génération d'Alto, sortie en septembre 1984 au Japon, est aussi la première à être vendue chez Maruti (sous l'appellation Maruti 800), le partenaire indien de Suzuki. Elle est le modèle le plus vendu en Inde durant les années 1990 et jusqu'en 2003.
Elle est importée en France sous le label Maruti à partir de 1989, Suzuki n'ayant à l'époque pas le droit de vendre dans l'hexagone : par protectionnisme, le gouvernement français avait en effet imposé un quota de vente à certaines marques japonaises vendues en France, et purement interdit la diffusion de trois autres marques jusqu'en 1992. C'était le cas de Suzuki mais aussi Daihatsu et Subaru.

## Suzuki Alto III (1988 - 1994)
Cette génération d'Alto est lancée au Japon en 1988. Longue de 3,195 m à sa sortie, elle profite en cours de carrière de la modification de règlement des keijidosha et gagne 10 cm de long à partir de 1990, voyant dans le même temps son moteur passer de 550 à 660 cm³.

## Suzuki Alto V (1998 - 2004)
Cette génération d'Alto est la dernière commune au Japon et au reste du monde. Dans l'archipel, elle demeure une keijidosha avec ses 3,39 m de long et son moteur 3 cylindres de 660 cm³, délivrant 46 ou 55 ch, voire 64 ch avec l'apport d'un turbo. L'Alto vendue en Europe lui est semblable mais sort des usines indiennes du constructeur (associé sur place à Maruti). Ses boucliers différents l'allongent à 3,50 m tandis que son moteur, un 4 cylindres, affiche 1 081 cm³ et 62 ch.
En France, Suzuki a pris son temps pour lancer cette génération apparue en 1998 au Japon puisque la commercialisation dans l'Hexagone n'a commencé qu'en juin 2002. Les modèles vendus en France sont importés d'Inde et équipés d'un moteur 1.1 60 ch.
La Maruti Alto est une automobile de l'indo-japonais Maruti Suzuki. Elle est le clone de la Suzuki Alto. Elle est venue épauler la Maruti 800 dans la gamme indienne, sans pour autant la remplacer. La Maruti Alto a à son tour été épaulée, à partir de 2008, par la Maruti Suzuki A-STAR, qui est la Suzuki Alto diffusée en Europe, totalement différente de celle destinée au Japon.

## Suzuki Alto VI (2004 - 2009)
Cette génération d'Alto fabriquée au Japon était strictement réservée au marché nippon et respectait les cotes lui permettant d'appartenir à la catégorie des K-cars. (keijidosha).
Contrairement aux précédentes Alto, celle-ci n'était donc pas diffusée en Inde par Maruti. En revanche, elle était diffusée, toujours sur le marché japonais, chez Mazda sous l'appellation Carol et Nissan sous le nom Pino.

## Suzuki Alto VII

### Pour l'Europe (2008 - 2014)
La Alto VII vendue en Europe est une citadine (du segment A), du constructeur Suzuki, de quatre places et de cinq portes, vendue en 2009 juste sous la barre des 8 000 euros. Suzuki annonce pour la Alto VII une émission de gaz carbonique de 103 g/km et une consommation mixte de 4,4 l/100km (normes européennes). La motorisation de la Alto VII est un 3 cylindres 1.0 litre essence de 68 ch.
Cette génération d'Alto, totalement différente de celle produite et diffusée au Japon, est fabriquée en Inde, dans la région de Delhi. Elle succède donc, en Europe, à l'Alto de cinquième génération. Si elle est commercialisée depuis avril 2009, elle avait été annoncée au Salon de Delhi dès janvier 2008 sous la forme d'un concept car appelé A-Star. C'est le nom qu'elle conserve en Inde chez Maruti puisque la gamme compte déjà une Alto ancienne génération.
L'Alto vendue en Europe et fabriquée en Inde fait partie d'un projet commun avec Nissan, qui en fait sa Pixo.
Selon les pays, elle est disponible en plusieurs degrés de finition allant de la finition GA (Grand Advantage) à GLX en passant par la GL (Grand Luxe). La version GL se démarque de la précédente – de base – par l’ajout de lève-vitres avant électriques, du verrouillage central avec commande à distance, des doubles airbags latéraux et de la radio/CD/MP3 intégrée à deux haut-parleurs dans le tableau de bord. La GLX se résume à l’ajout de l’air conditionné manuel de série. L’Alto est également disponible en boîte automatique à 4 vitesses.
- Moteur

Type : K10B

Cylindres : 3 en ligne

Nombre de soupapes : 12

Cylindrée : 996 cm³

Alésage x course (mm) : 73,0 x 79,4

Puissance fiscaux (France) : 4 CV

Taux de compression : 11:1

Puissance maximale (kW / ch) : 50 / 68 à 6 000 à tr/min

Couple maximal (N m) : 90 à 3 400 à tr/min

Alimentation : Injection Multipoint.

### Pour le Japon (2009- 2014)
La Alto VII vendue au Japon est, comme la précédente, réservée à ce seul marché. Elle est complètement différente de celle produite en Inde et diffusée en Europe, seule l'appellation est commune !
En effet l'Alto japonaise, 5 portes et 4 places, repose sur un empattement plus long (de 4 cm) tout en étant plus courte et plus étroite que la version indienne afin d'entrer dans la catégorie des keijidosha au Japon. Elle s'équipe en outre d'un moteur plus petit, qui reste sous les 660 cm³.

## Autres modèles portant ce nom sur certains marchés

### Suzuki Alto, version européenne de la Suzuki Cervo (1994 - 1997)

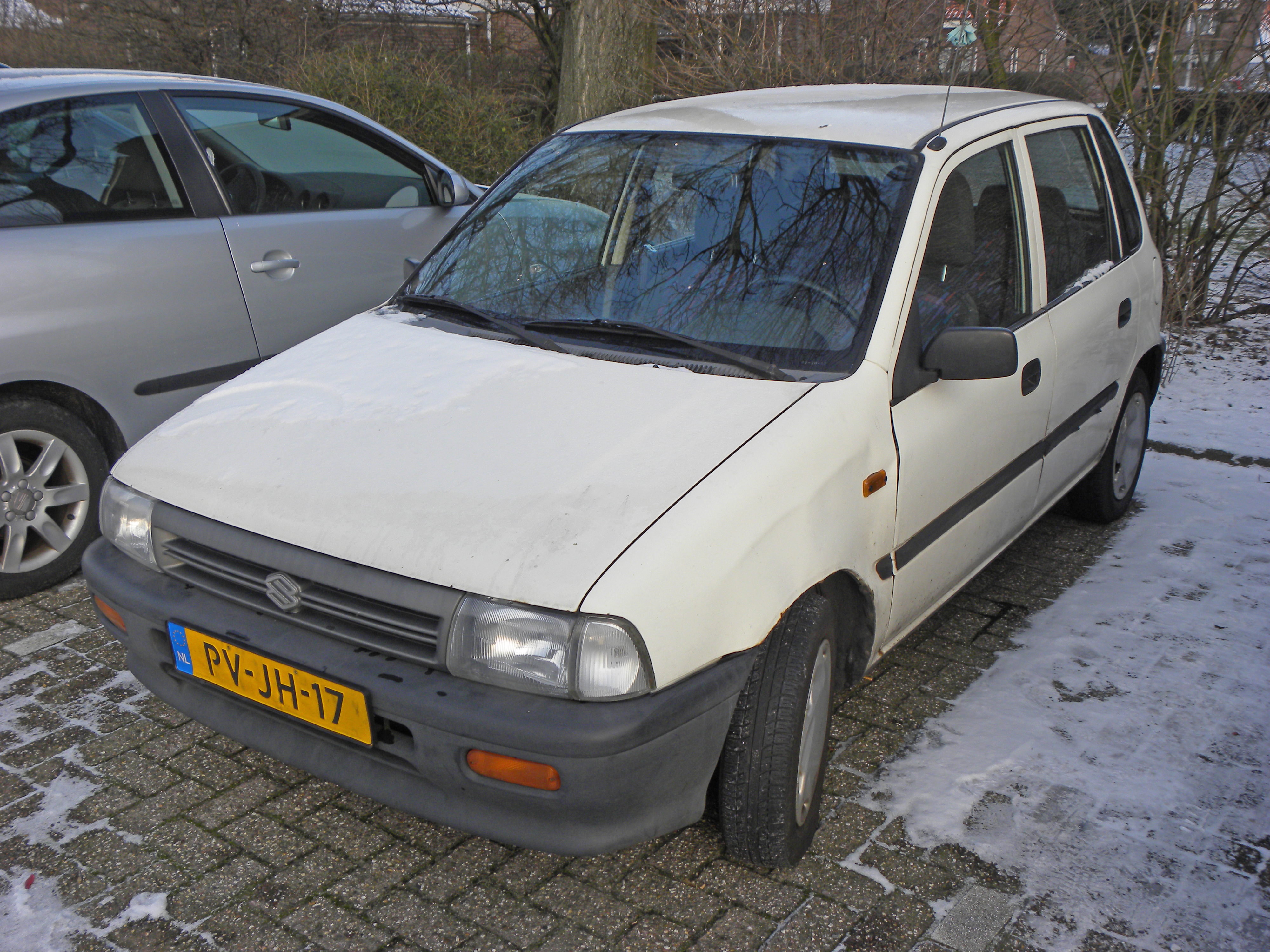
Suzuki - Maruti Alto/Zen.

La Suzuki Alto sur base de la Suzuki Cervo a été importée et lancée en Europe de 1994 à 1997. C'est justement car la vraie quatrième génération n'a pas été importée, celle de 1994 à 1997, que Suzuki souhaite conserver au Japon pour avoir plus de clients. Cette Cervo européenne est normalement vendue en tant que Maruti Zen.

### Suzuki Alto VII, version européenne de la Maruti A-Star (2009 - 2015)

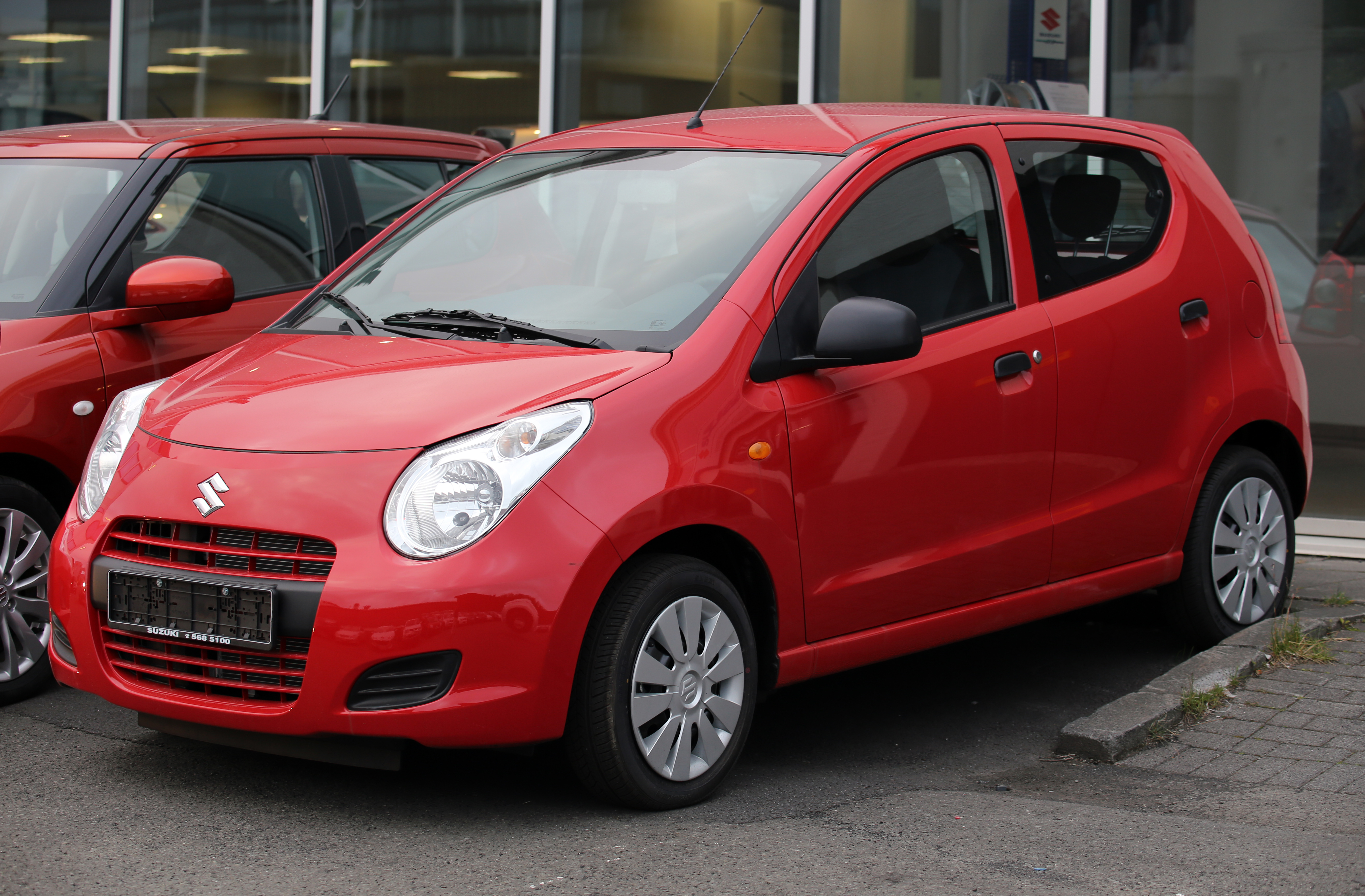
Suzuki Alto (2009).

La Suzuki Alto 7 est la version européenne de la Maruti A-Star sortie début 2009. Clone de la Nissan Pixo, c'est la quatrième génération de l'Alto à être importée en Europe, d'après l'Alto I (Maruti 800), l'Alto II (Maruti Zen), l'Alto III (Maruti Alto).